# Associazione Sportiva Astrea 1990-1991
Questa voce raccoglie le informazioni riguardanti  l'Associazione Sportiva Astrea nelle competizioni ufficiali della stagione 1990-1991.

## Rosa
| N. |                   | Ruolo | Calciatore            |
| -- | ----------------- | ----- | --------------------- |
|    | Italia (bandiera) | C     | Stefano Aquilini      |
|    | Italia (bandiera) | P     | Valentino Battistella |
|    | Italia (bandiera) | C     | Davide Cacciatori     |
|    | Italia (bandiera) | D     | Herni Carnesecchi     |
|    | Italia (bandiera) | A     | Massimo Castagnari    |
|    | Italia (bandiera) | D     | Luca Cruciani         |
|    | Italia (bandiera) | P     | Antonino Davì         |
|    | Italia (bandiera) | D     | Massimiliano Di Luca  |
|    | Italia (bandiera) | D     | Marco Ferretti        |
|    | Italia (bandiera) | D     | Massimo Figurelli     |
|    | Italia (bandiera) | C     | Roberto Gasparri      |
|    | Italia (bandiera) | A     | Matteo Greco          |

| N. |                   | Ruolo | Calciatore            |
| -- | ----------------- | ----- | --------------------- |
|    | Italia (bandiera) | D     | Mauro Ionni           |
|    | Italia (bandiera) | C     | Mauro La Salvia       |
|    | Italia (bandiera) | C     | Omiliano Mastrodonato |
|    | Italia (bandiera) | C     | Stefano Mattiuzzo     |
|    | Italia (bandiera) | A     | Francesco Montarani   |
|    | Italia (bandiera) | A     | Paolo Pelucchini      |
|    | Italia (bandiera) | C     | Roberto Pierimarchi   |
|    | Italia (bandiera) | A     | Tullio Polidori       |
|    | Italia (bandiera) | P     | Fabrizio Rovito       |
|    | Italia (bandiera) | D     | Paolo Tagliolini      |
|    | Italia (bandiera) | C     | Roberto Tota          |